# Росошанський повіт
Россошанський повіт - адміністративно-територіальна одиниця у складі Воронезької губернії РРФСР, що існувала в 1923 - 1928 роках . Повітове місто - Россош .

## Географічне положення
Повіт розташовувався на півдні Воронезької губернії . Площа повіту становила 1926 року —  км².

## Історія
Россошанський повіт утворений 4 січня 1923 року у складі Воронезької губернії внаслідок розукрупнення Острогозького повіту .
У 1928 році Воронезька губернія та всі повіти були скасовані. На території Россошанського повіту був утворений Россошанський округ Центрально-Чорноземної області  .

## Населення
За підсумками всесоюзного перепису населення 1926 населення повіту склало 326 277 осіб , з них міське - 22 603 осіб.

## Адміністративний поділ
При образуванні у Россошанського повіту у його склад було включено 16 волостей:
- Айдарська,
- Білогірська,
- Всесвятська,
- Гончарівська,
- Євстратівська,
- Караяшніковська,
- Лізинівська,
- Новокалитянська,
- Ольховатська,
- Підгоренська,
- Рівненська ,
- Розсошанська,
- Сагунівська,
- Старокалитв'янська,
- Харківська,
- Шелякінська.